# Леон Кортес Кастро
Леон Луїс Кортес Кастро (ісп. León Luis Cortés Castro; 8 грудня 1882 — 3 березня 1946) — костариканський політик, двадцять п'ятий президент Коста-Рики.

## Біографія
Народився в сім'ї колумбійського лікаря Роберто Кортеса-і-Кортеса та Фіделіни Кастро Руїс. 28 вересня 1905 року одружився з Хулією Фернандес Родрігес. Від того шлюбу народились двоє дітей.
Здобув педагогічну освіту в Лісео-де-Коста-Рика, після чого працював шкільним учителем і шкільним інспектором. Пізніше він вивчав право, 1916 року закінчивши юридичний факультет університету Коста-Рики.
Пізніше Кортес обіймав посаду директора Національного архіву, був депутатом від Алахуели (1914—1917 та 1922—1929), губернатором провінції Алахуела (1917), послом Коста-Рики у Гватемалі (1917—1918), суддею кримінального суду в Картаго (1919—1920), головою Конституційного конгресу (1925—1926), міністром з розвитку сільського господарства (травень-листопада 1930 і 1932—1935).
1936 року Кортес був обраний президентом Республіки на період 1936—1940 років. Його адміністрація відзначалась динамічною й ефективною політикою в галузі суспільних робіт.
Кортес був кандидатом на пост президента на виборах 1944 року. Однак того разу Кортес поступився Теодоро Пікадо Міхальскі.